# Hyundai Creta
Hyundai Creta – samochód osobowy typu crossover klasy subkompaktowej produkowany pod południowokoreańską marką Hyundai od 2014 roku. Od 2019 roku produkowana jest druga generacja modelu.

## Pierwsza generacja

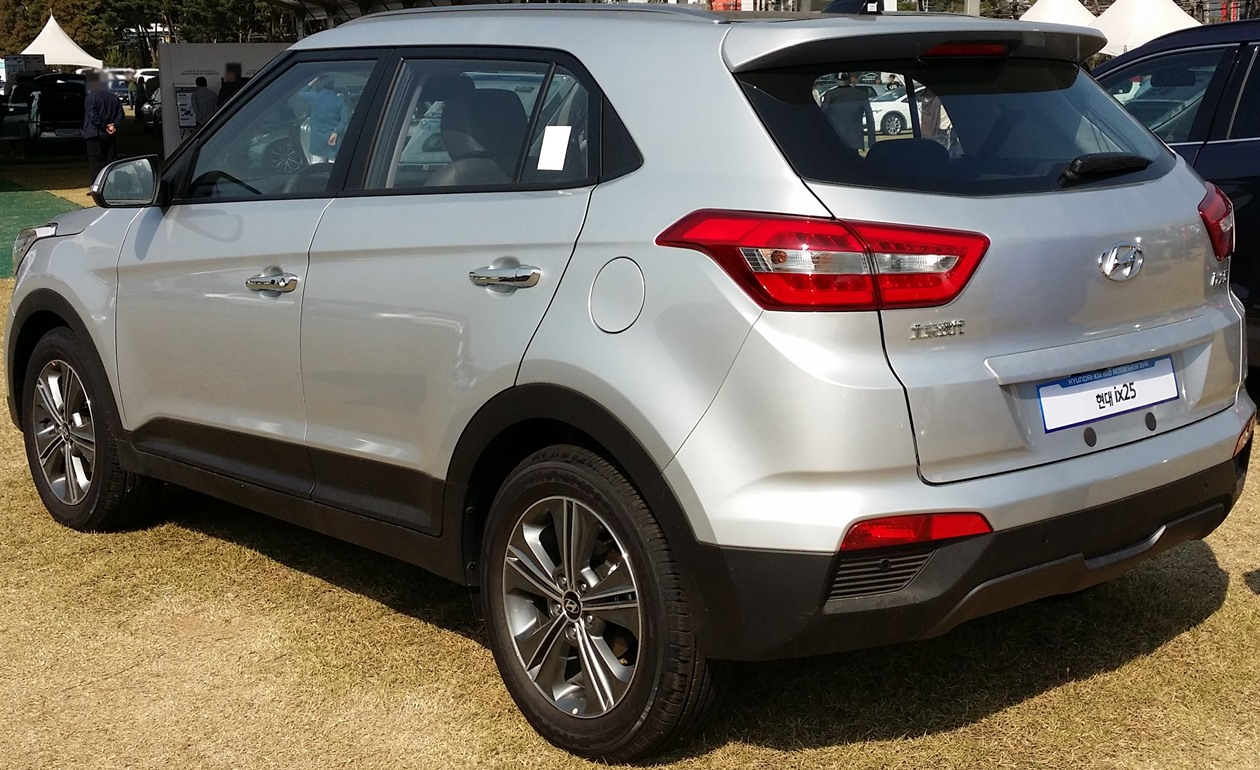
Hyundai Creta I - tył

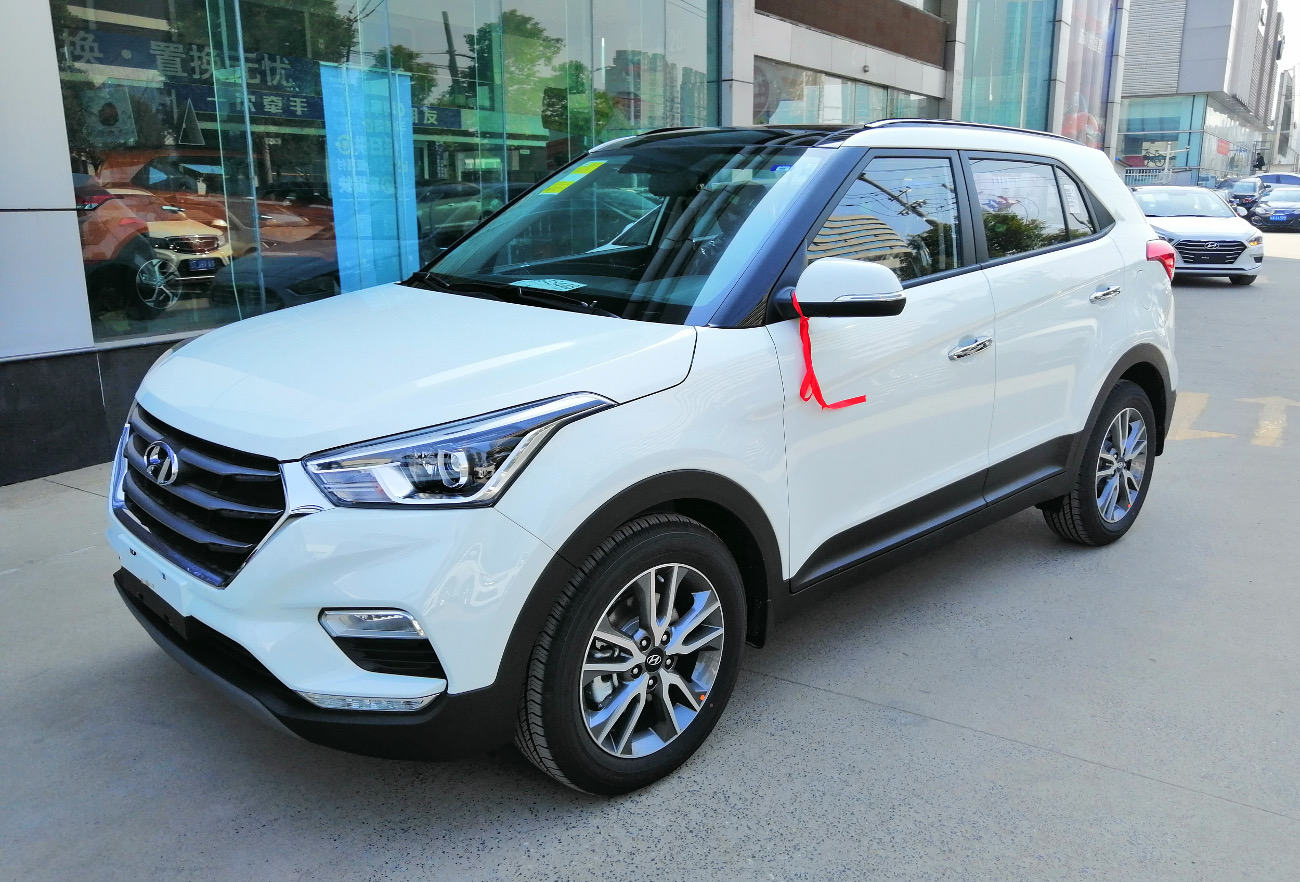
Hyundai Creta I po liftingu

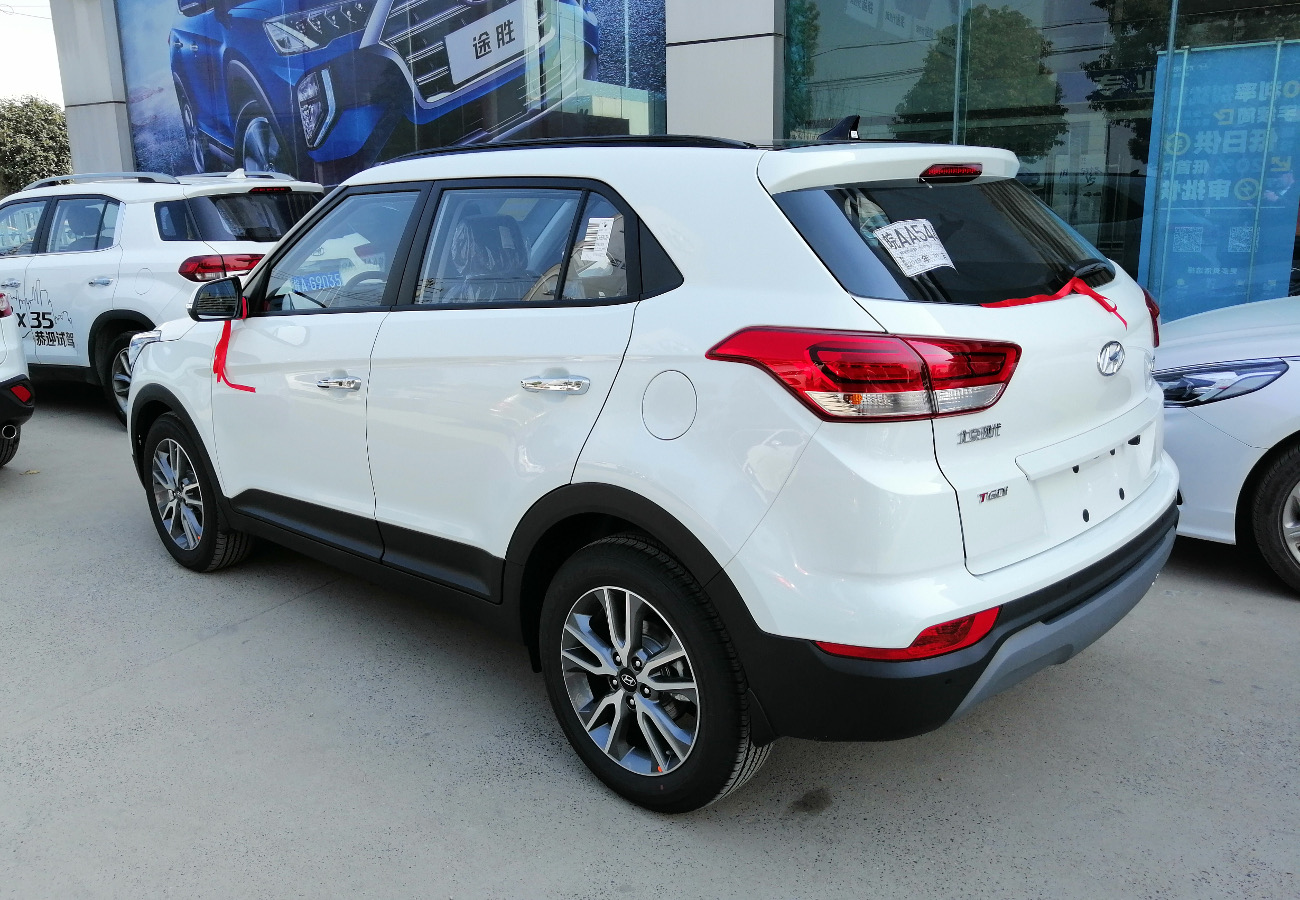
Hyundai Creta I - tył po liftingu

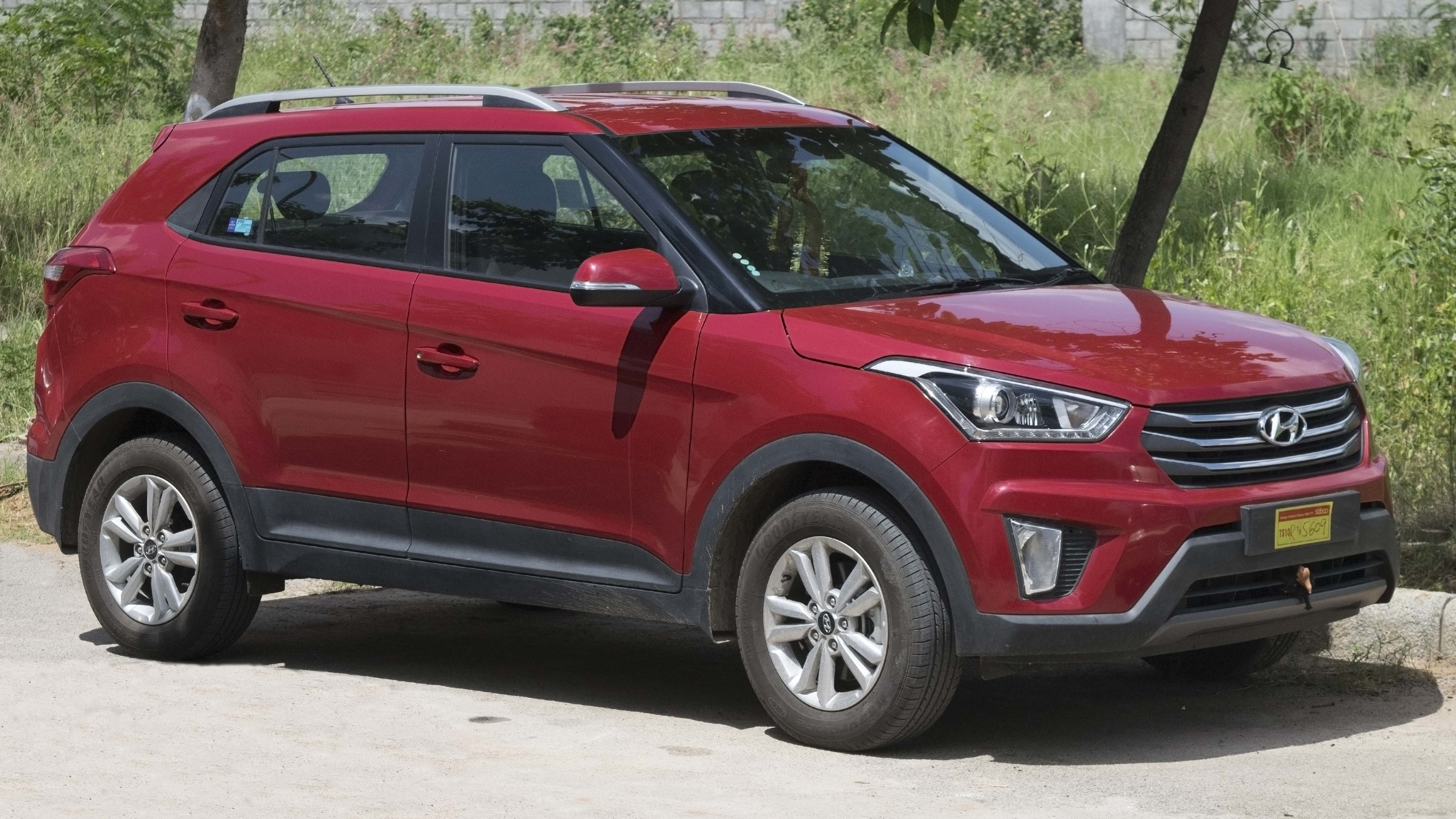
indyjski Hyundai Creta I

Hyundai Creta I został zaprezentowany po raz pierwszy w 2014 roku.
Premierę pierwszego miejskiego crossovera poprzedziła prezentacja prototypu ix25 Conept, która odbyła się w kwietniu 2014 roku podczas wystawy samochodowej w Pekinie. Niespełna pół roku później, również na rynku chińskim, przedstawiono model ix25 w produkcyjnej postaci, różniącej się w niewielkim stopniu od studium. Samochód powstał jako odpowiedź na takie konkurencyjne pojazdy, jak Ford EcoSport.
Pierwsza generacja ix25 charakteryzowała się stylizacją upodabniającą ją do większych modeli Hyundaia, jak m.in. Santa Fe, realizując język stylistyczny Fluidic Sculpture 2.0. Pas przedni zyskał sześciokątną, dużą atrapę chłodnicy oraz agresywnie zarysowane, wysoko osadzone reflektory, za inną charakterystyczną cechą był pomalowany na czarno słupek A.

### Lifting
W sierpniu 2017 roku zaprezentowano model po restylizacji nadwozia. Otrzymała ona większy, inaczej ukształtowany przedni wlot powietrza, a także przemodelowane zderzaki. Zdecydowano się także na przemodelowanie reflektorów oraz układu żarówek w tylnych lampach.

### Sprzedaż
W czerwcu 2015 roku Hyundai przedstawił ix25 w wersji na globalne rynki pod nazwą Hyundai Creta, w pierwszej kolejności trafiając na rynek Indii. W sierpniu pojazd trafił do sprzedaży na Białorusi i Ukrainie, a także w Rosji, gdzie samochód odniósł duży rynkowy sukces. Na początku 2017 roku Creta trafiła do sprzedaży także w Ameryce Południowej oraz na Dominikanie pod inną nazwą Hyundai Cantus z racji dwuznacznych konotacji wyrazu Creta w lokalnym dialekcie języka hiszpańskiego.

### Silniki
- R4 1.4l Gamma
- R4 1.6l Gamma
- R4 2.0l MPI
- R4 1.6l CRDi

## Druga generacja

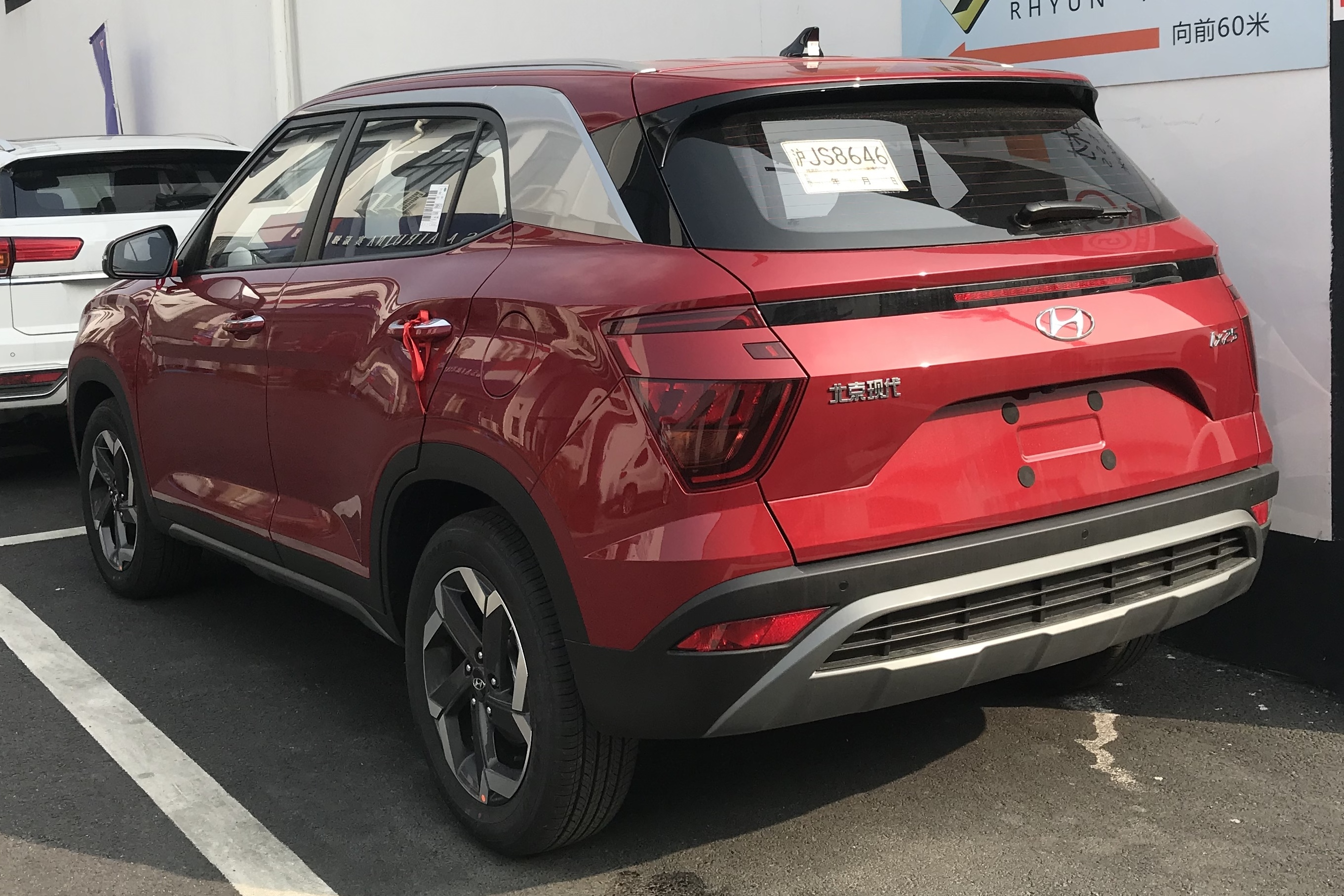
Hyundai ix25 II - tył

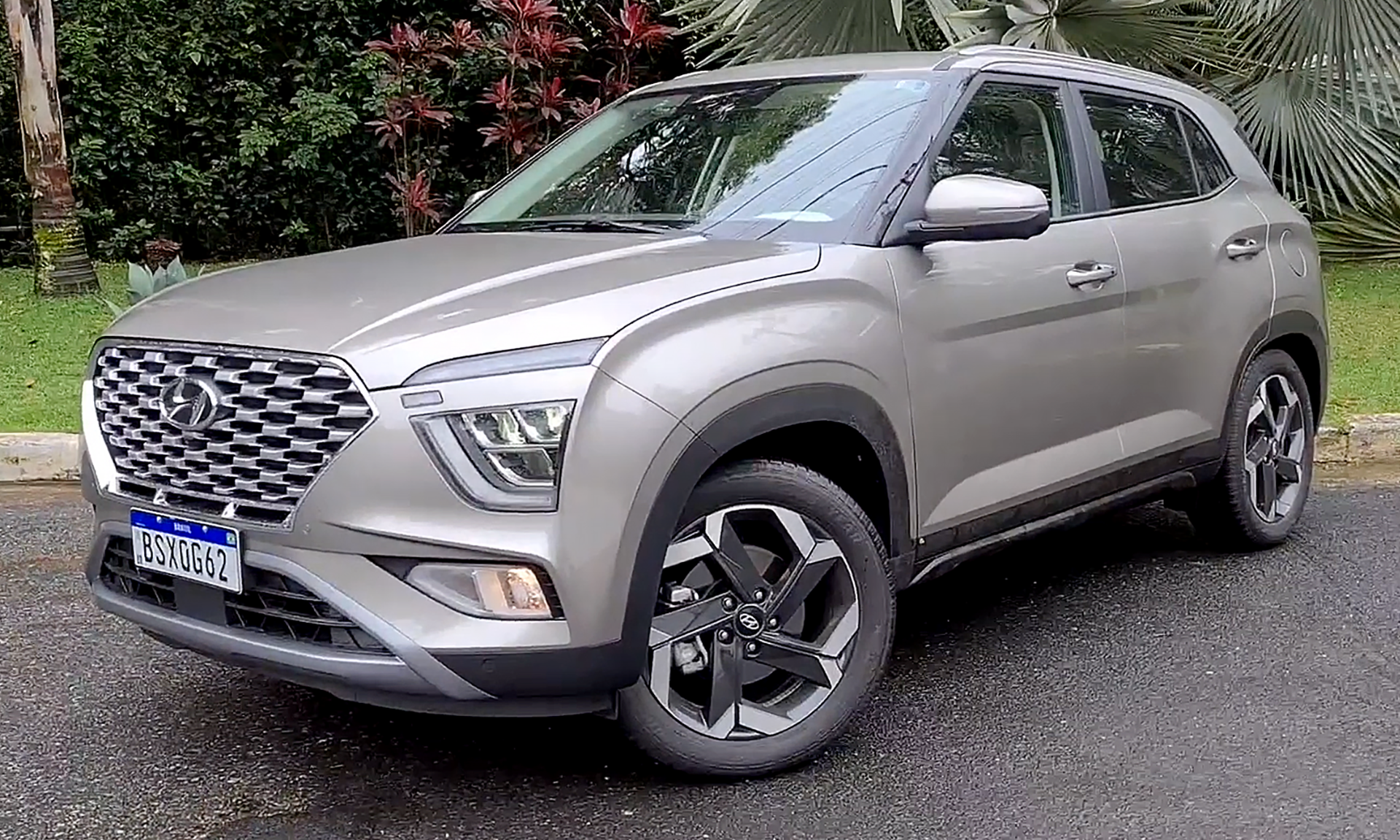
globalny Hyundai Creta II

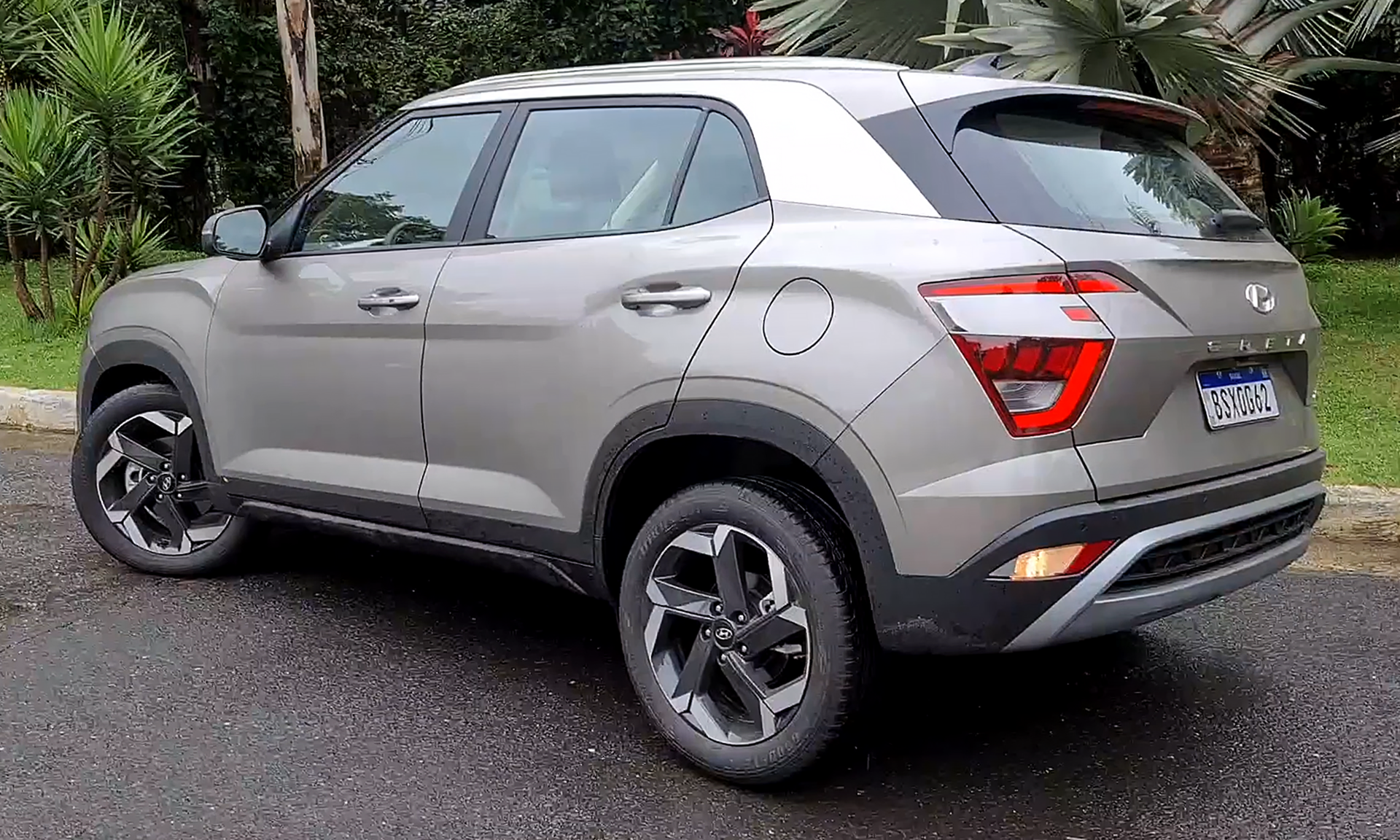
globalny Hyundai Creta II - tył

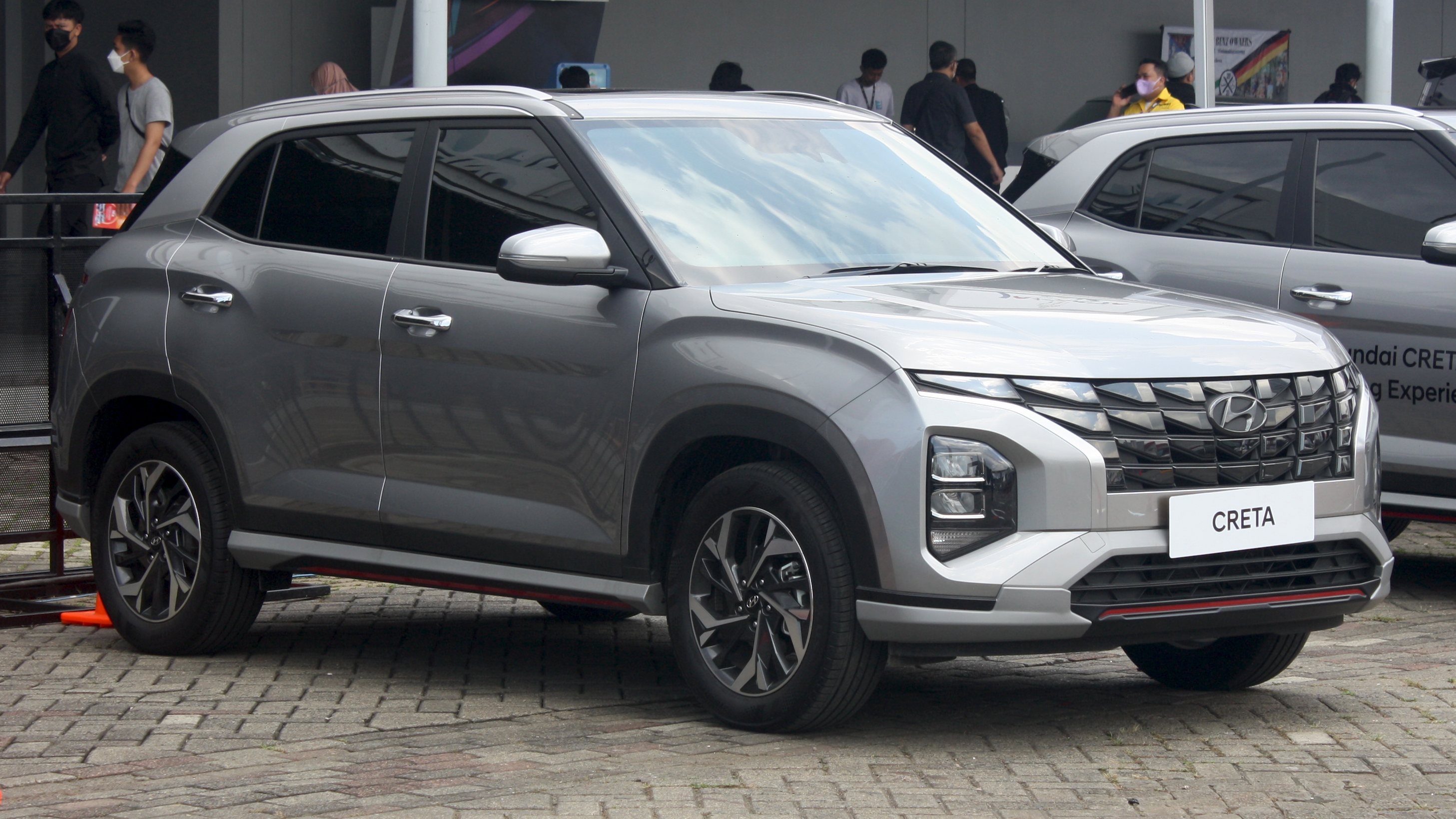
Hyundai Creta II po liftingu

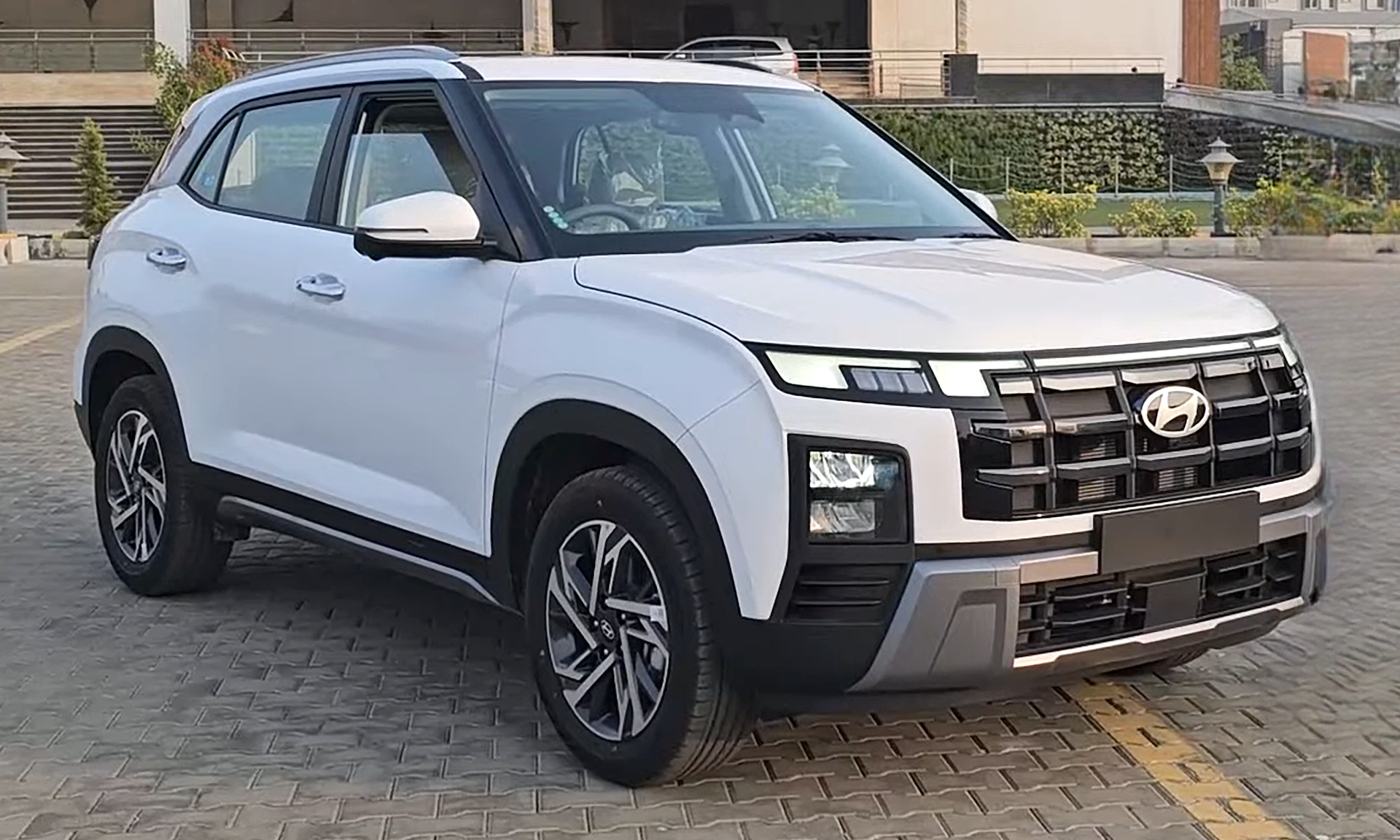
Hyundai Creta II po drugim liftingu

Hyundai Creta II został zaprezentowany po raz pierwszy w 2019 roku.
Podobnie jak pierwsze wcielenie, nowa generacja crossovera Hyundaia w pierwszej kolejności zadebiutował w Chinach pod nazwą ix25, przechodząc głęboką metamorfozę w stosunku do poprzednika. Druga generacja ix25 otrzymała bardziej awangardową stylizację realizującą nowy język stylistyczny Sensous Sportiness, wyróżniając się większą atrapą chłodnicy, a także dwuczęściowymi reflektorami w stylu modeli Encino i Santa Fe. Nadwozie przyozdobiły muskularne nadkola, a także opcjonalne dwubarwne malowanie zaakcentowane przetłoczeniem obejmującym krawędzie dachu i słupek C. Detal z dwuczęściowym oświetleniem objął także lampy tylne, z połączeniem między pasami LED pomiędzy nimi na rynku chińsim i brakiem na rynkach globalnych.
Podobnie jak wobec stylistyki nadwozia, tak i projekt kabiny pasażerskiej został zróżnicowany w zależności od rynku zbytu. W odmianie chińskiej konsolę centralną zdominował duży, wertykalny ekran dotykowy pozwalający także na sterowanie m.in. klimatyzacją. Wersja globalna otrzymała bardziej konwencjonalny projekt kokpitu, z cyrowo-analogowymi zegarami oraz konsolą centralną tworzoną przez 10,25-calowy ekran dotykowy systemu multimedialnego wzbogacony analogowymi przyciskami sąsiadującymi z tradycyjnym panelem klimatyzacji.

### Restylizacje
W listopadzie 2021 roku wraz z debiutem drugiej generacji Crety Indonezji, samochód przeszedł zarazem pierwszą obszerną restylizację stopniowo obejmującą kolejne rynki zbytu w 2022 i 2023 roku. Skoncentrowała się ona głównie na nadaniu zupełnie innego wyglądu pasa przedniego nawiązującego do większego Tucsona. W ten sposób, przód zdominował strzelisty wlot powietrza płynnie łączący się z reflektorami o strukturze łusek. Przeprojektowano także kształt przednich oraz tylnych zderzaków. 
W styczniu 2024 Creta II przeszła drugą, znacznie obszerniejszą restylizację, ponownie początkowo ograniczoną do jednego rynku i dopiero stopniowo wprowadzaną na pozostałych - tym razem poczynając nie od Indonezji, a Indii. Samochód zyskał nowy pas przedni o kanciastym kształcie i charakterystycznym kształcie górnego pasa diod LED połączonego listwą świetlną. W podobnym stylu utrzymano tylną część nadwozia, dotychczasowe lampy zastępując jednym, wyżej ulokowanym pasem. W kabinie pasażerskiej zastosowano zupełnie nowy kokpit, gdzie układ przyrządów konsoli centralnej przeniesiono niżej, by więcej przestrzeni poświęcić na większy ekran dotykowy zintegrowany z cyfrowymi wskaźnikami pod jedną taflą.

### Sprzedaż
Podobnie jak w przypadku poprzednika, rok po debiucie na rynku chińskim miejski crossover zadebiutował w marcu 2020 roku pod nazwą Hyundai Creta także na pierwszym rynku globalnym - w Indiach. W porównaniu do chińskiego ix25, druga generacja Crety w stosunku do chińskiego ix25 otrzymała inny układ atrapy chłodnicy, a także zupełnie inny wygląd deski rozdzielczej z mniejszym ekranem dotykowym i przeprojektowaną konsolą centralną o bardziej kanciastym układzie przyrządów.
W 2021 roku Hyundai znacznie poszerzył zasięg rynkowy drugiej generacji swojego miejskiego crossovera. W pierwszej połowie roku pojazd pojawił się w sprzedaży także w Azji Wschodniej i Brazylii, z kolei w Rosji i na Białorusi - w połowie 2021 roku. Ponownie zyskał on także odrębną nazwę - Hyundai Cantus na Dominikanie.
W listopadzie 2021 roku druga generacja Crety zadebiutowała w Indonezji, przy okazji cego Hyundai zainaugorował działanie swojej nowej lokalnej fabryki w mieście Cikarang. Zmodernizowana Creta z indonezyjskiej produkcji stopniowo zastępowała w 2022 i 2023 roku dotychczas oferowany pierwotny wariant na rynkach eksportowych takich jak Azja Wschodnia, Afryka Południowa czy Ameryka Łacińska.
W marcu 2024 AGR Automotive Group, rosyjska firma, która odkupiła po wycofaniu się Hyundaia w 2022 roku jego zakłady produkcyjne, wznowiła produkcję Crety bez posiadanej licencji niezależnie pod własną marką Solaris jako Solaris HC.

### Silniki
- R4 1.4l T-GDI
- R4 1.5l MPI
- R4 1.5l CRDi